# Espàrids

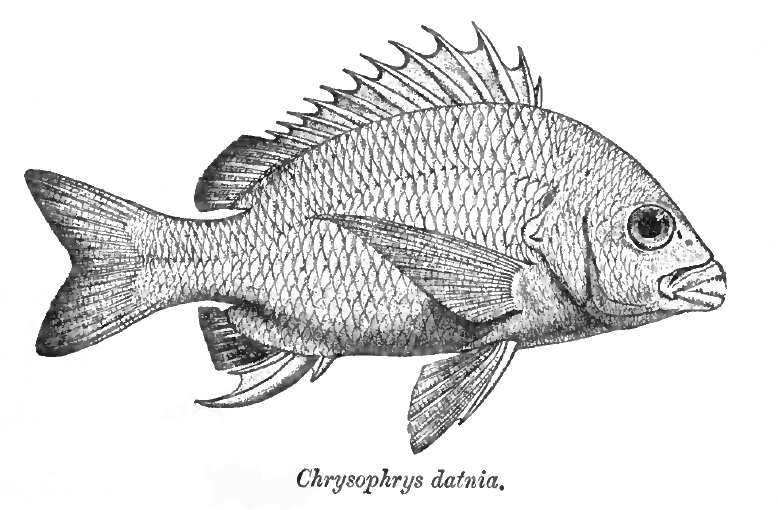
Acanthopagrus latus

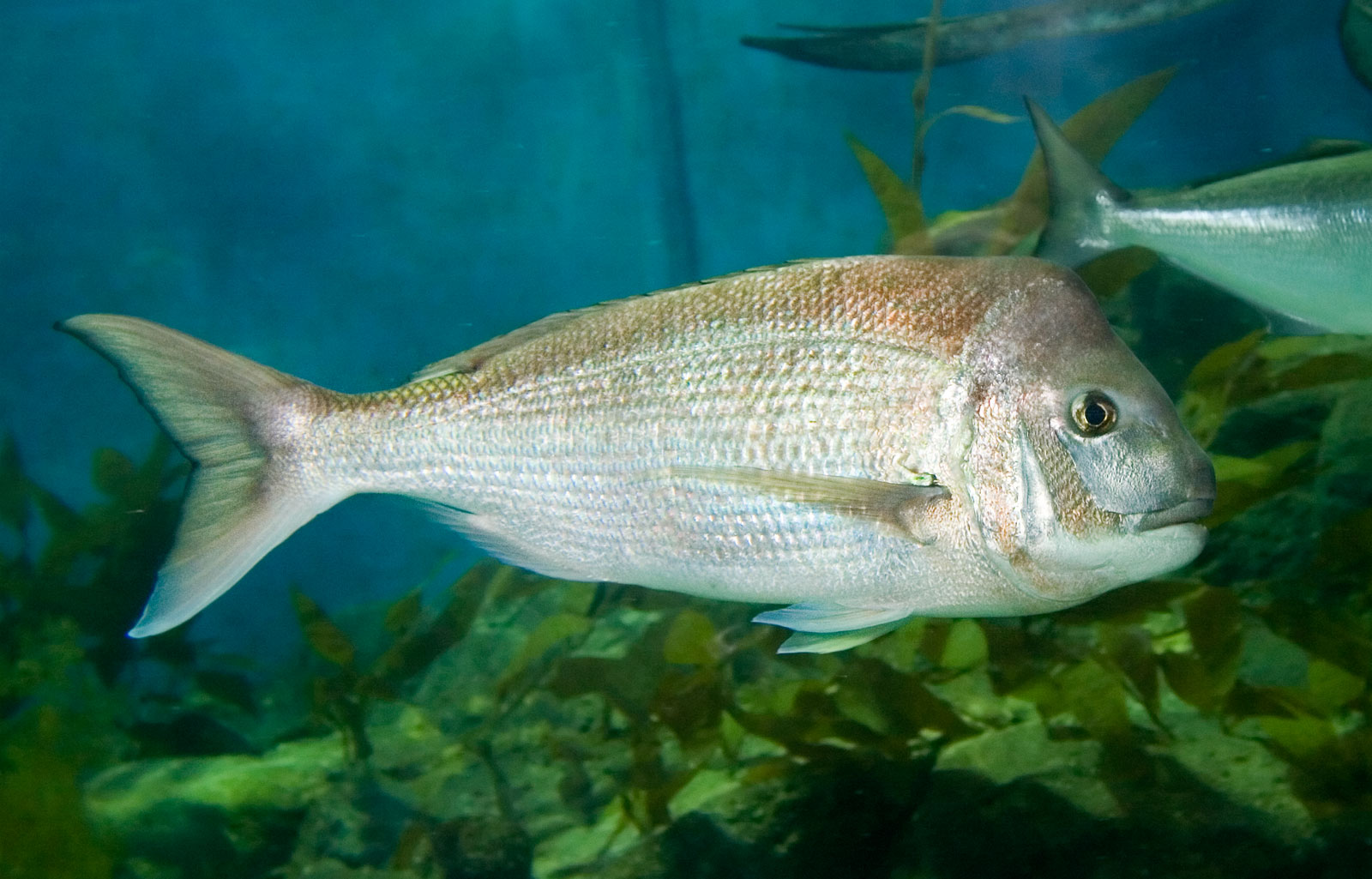
Chrysophrys auratus

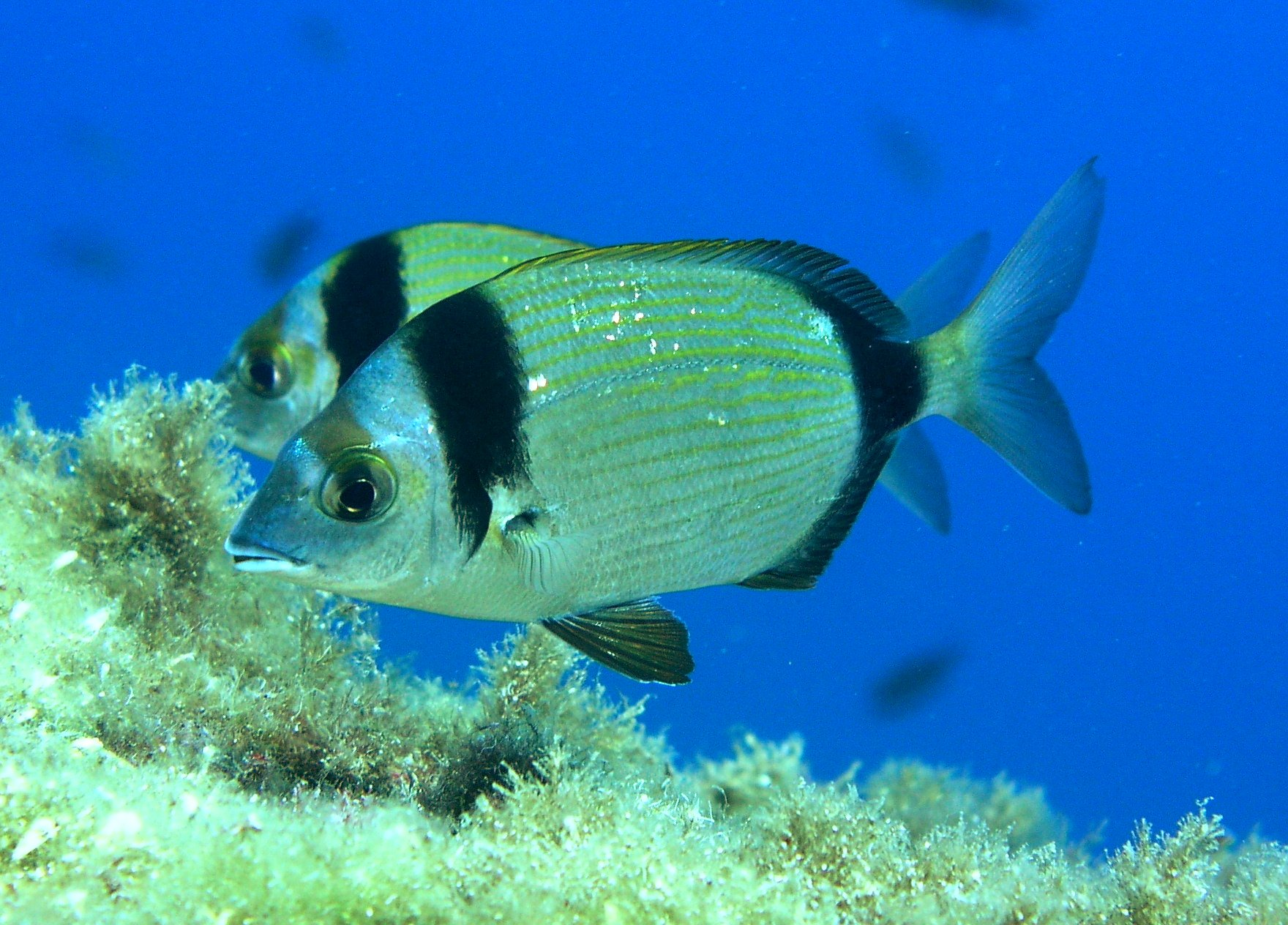
Variada (Diplodus vulgaris)

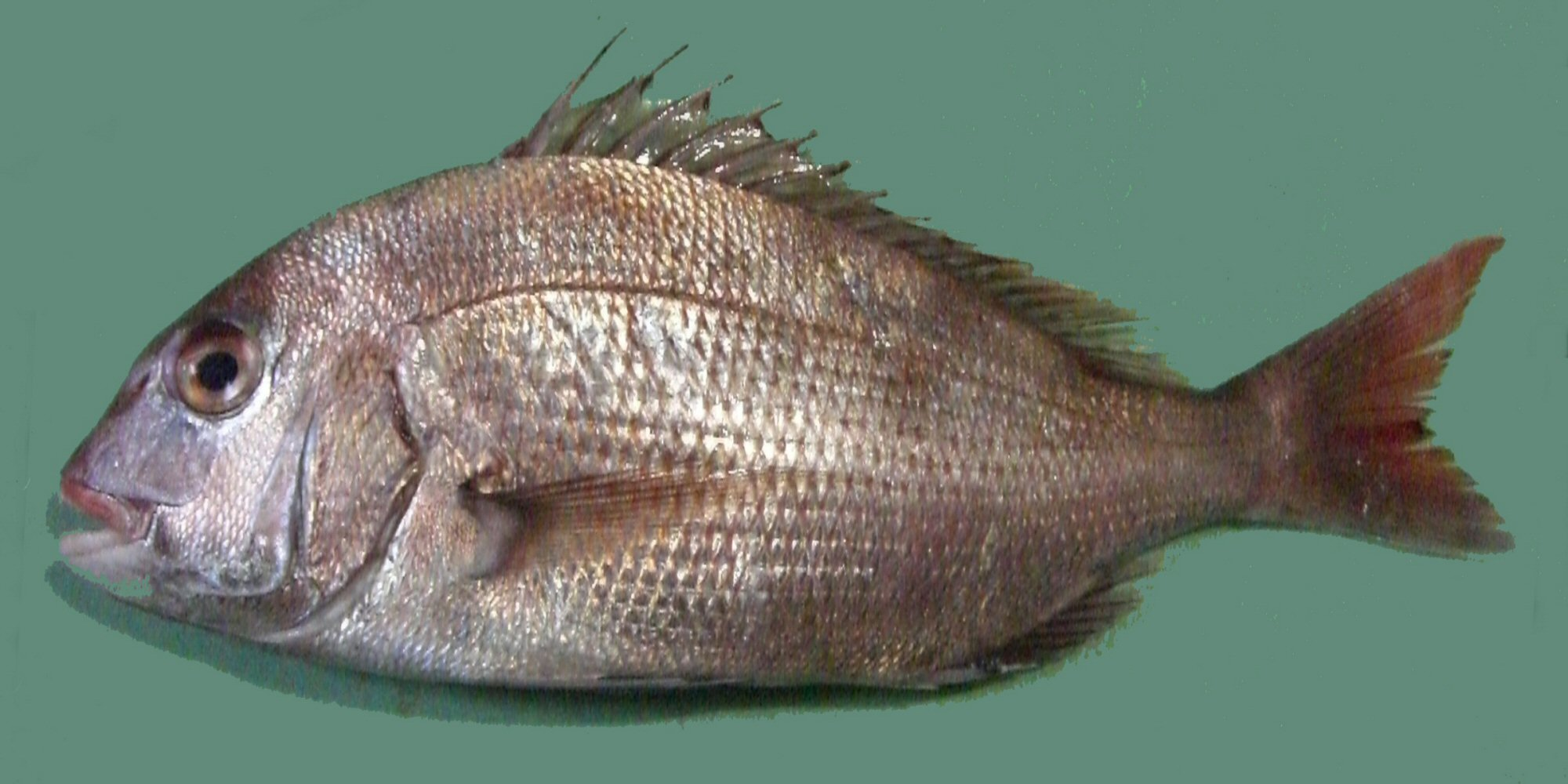
Pagrus major

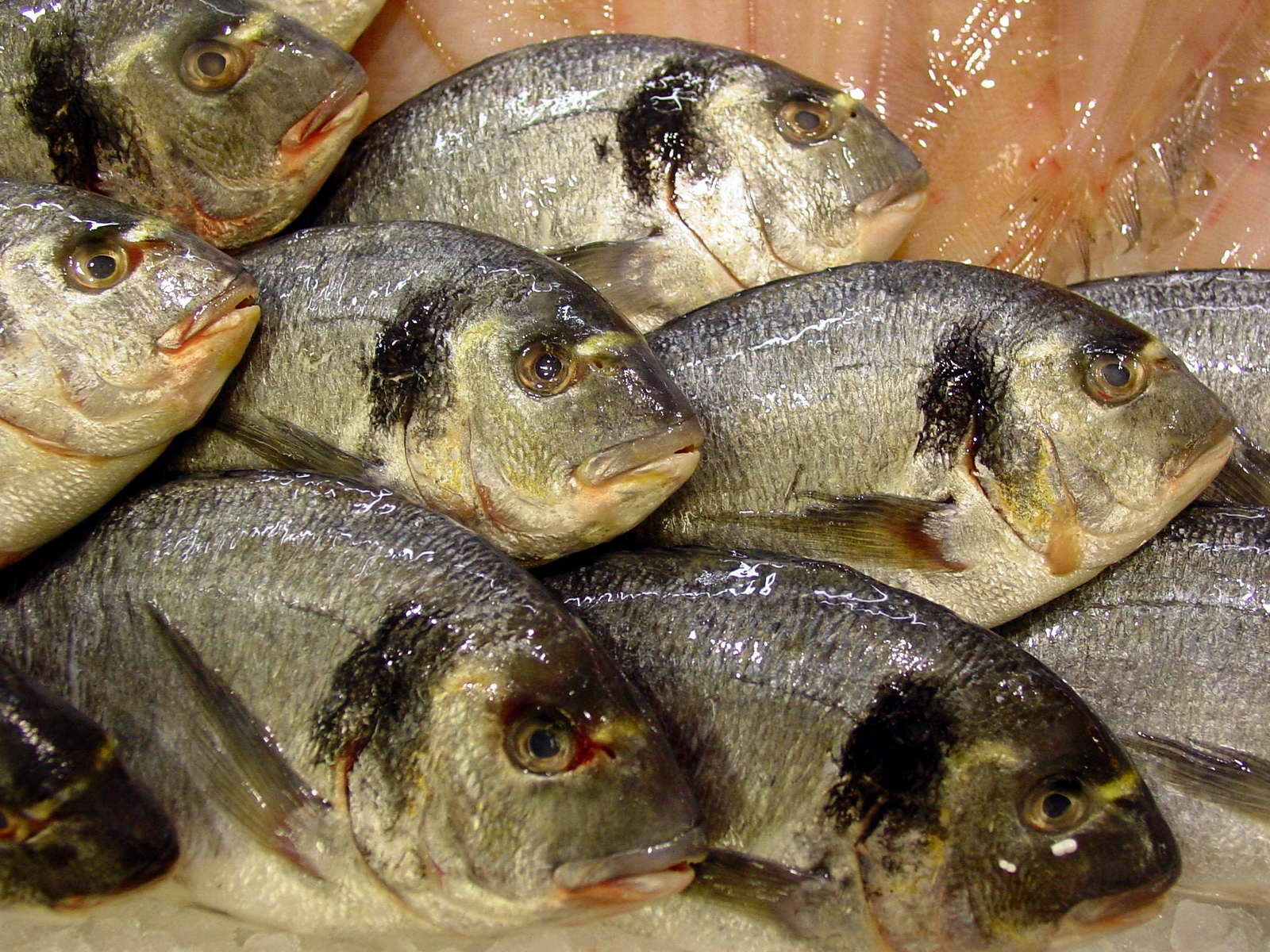
Orada (Sparus aurata)

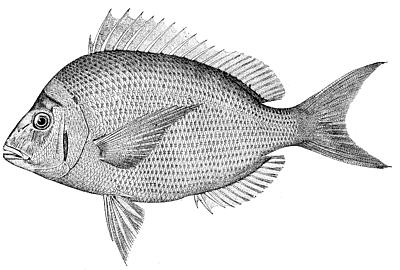
Stenotomus chrysops

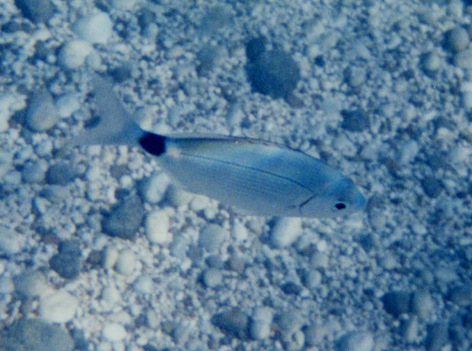
Oblada (Oblada melanura)

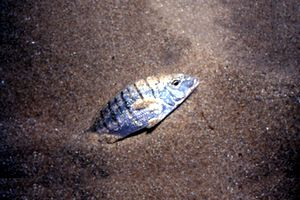
Mabre (Lithognathus mormyrus)

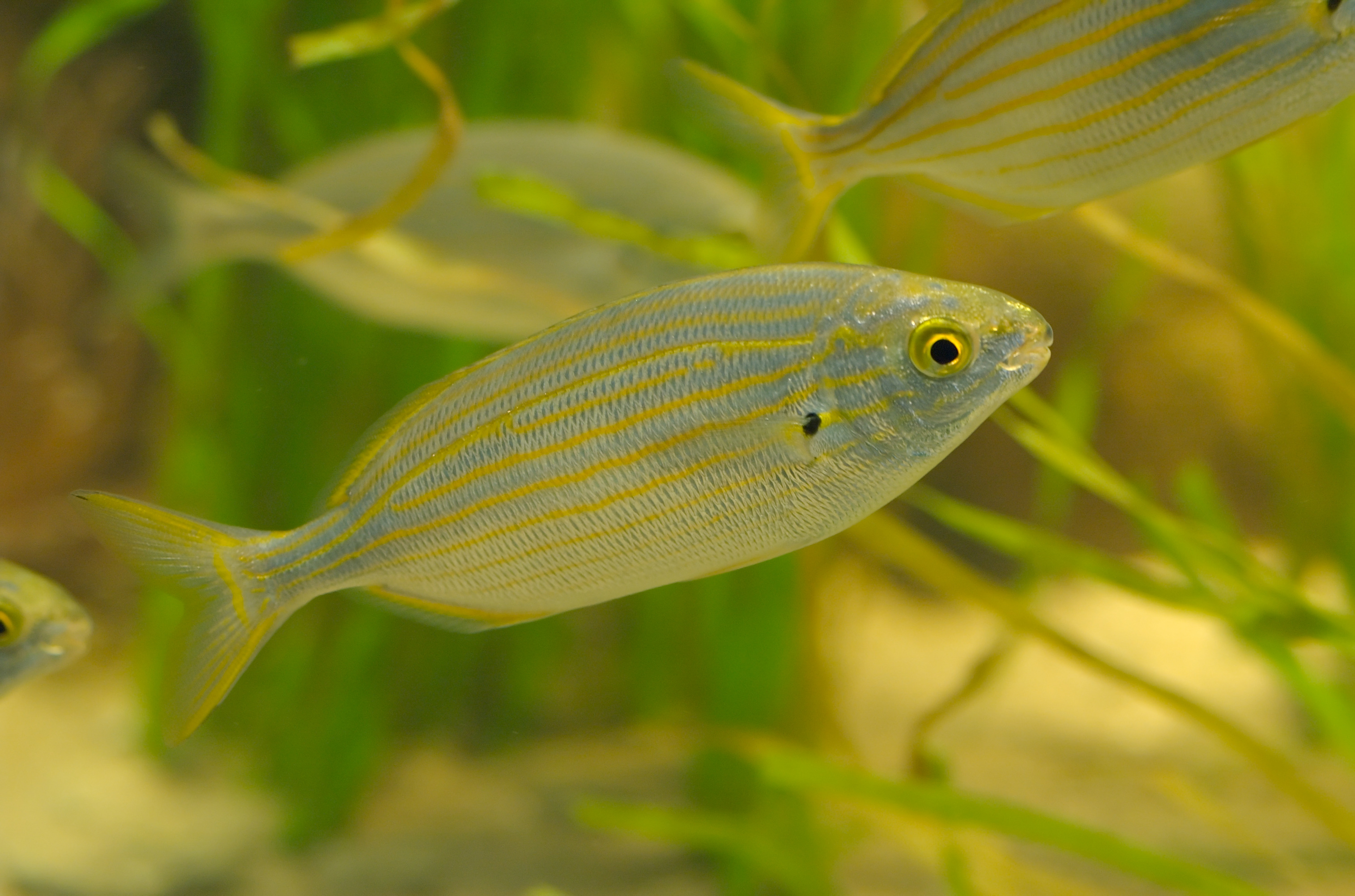
Salpa (Sarpa salpa)

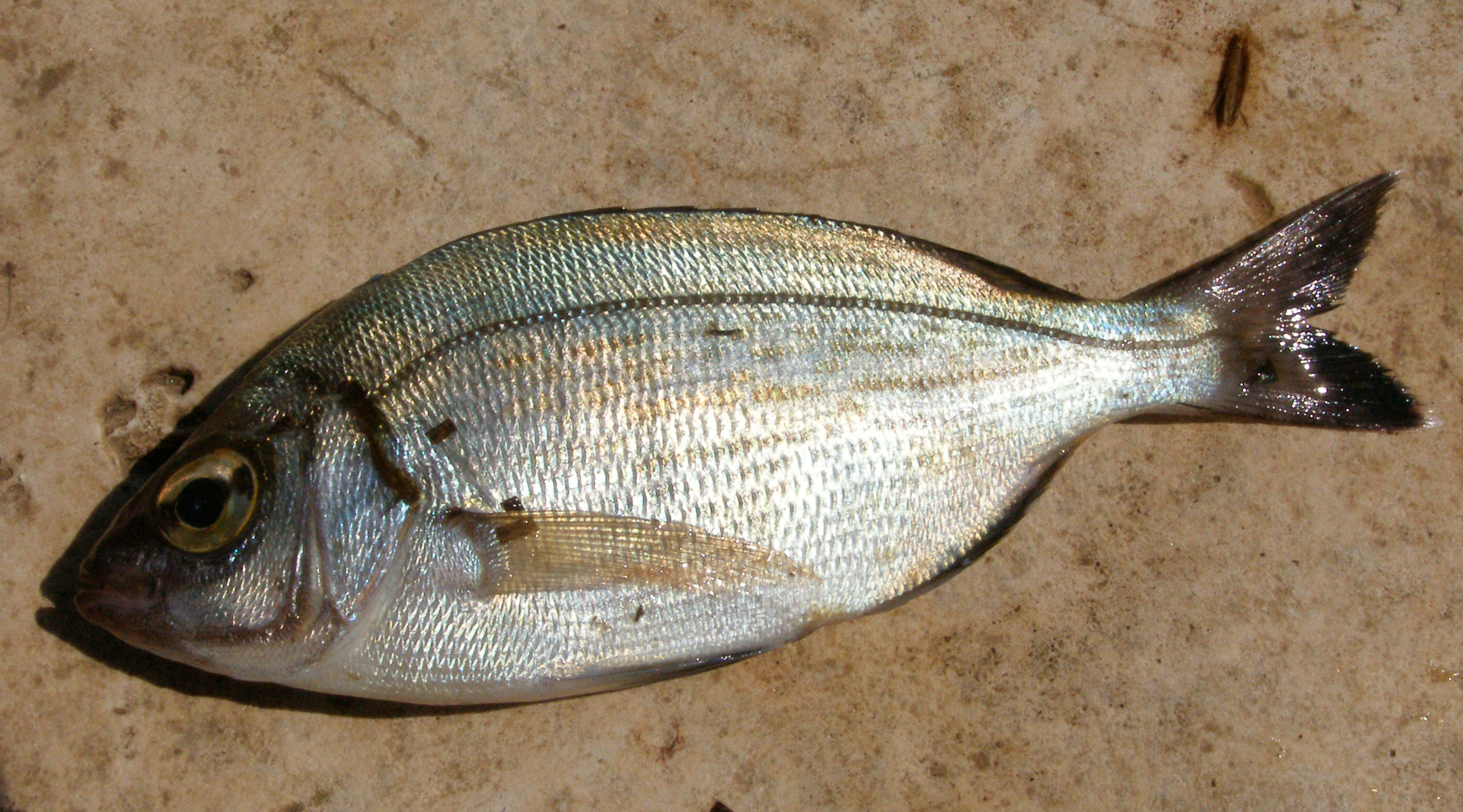
Càntera (Spondyliosoma cantharus)

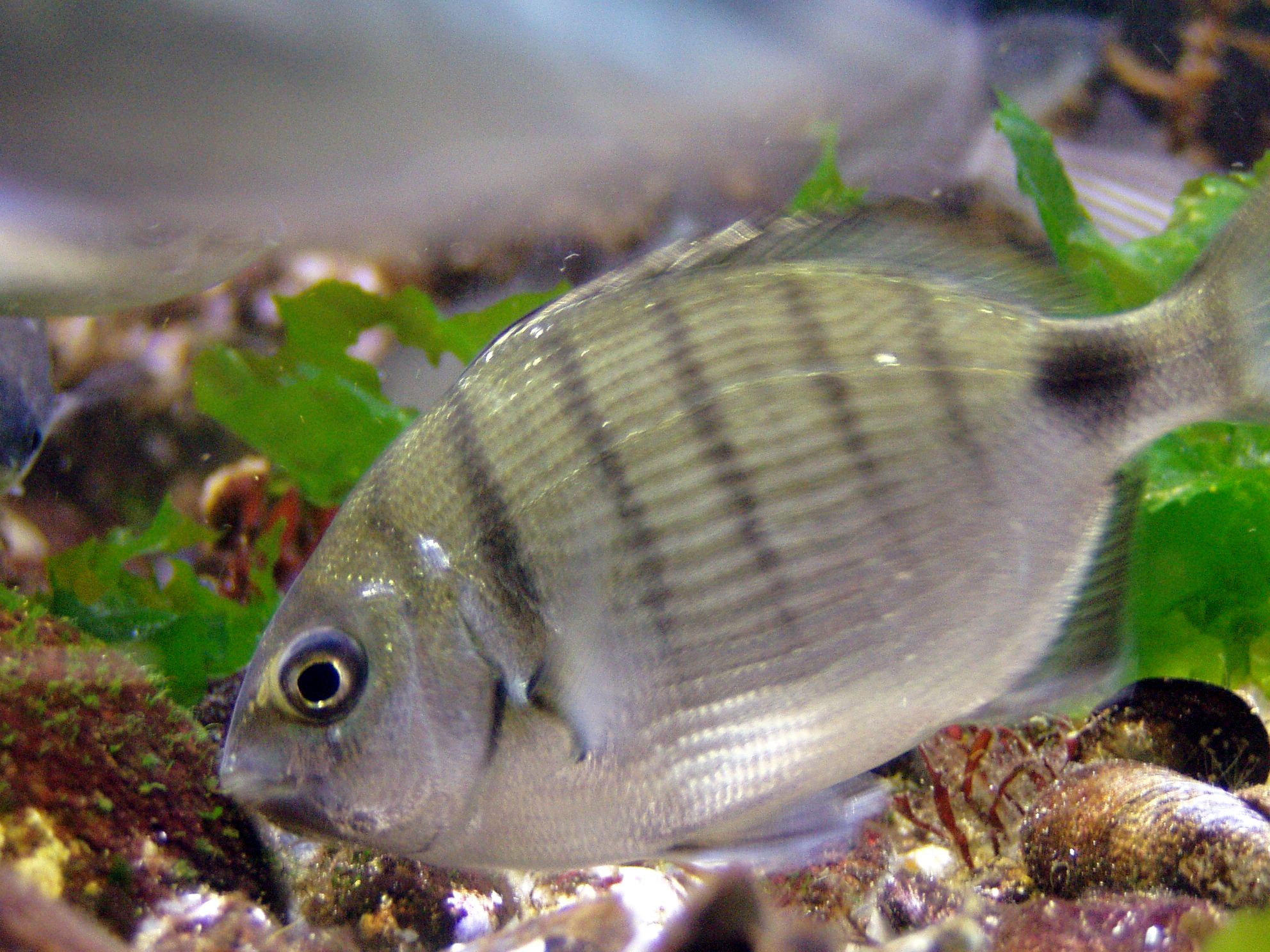
Diplodus sargus

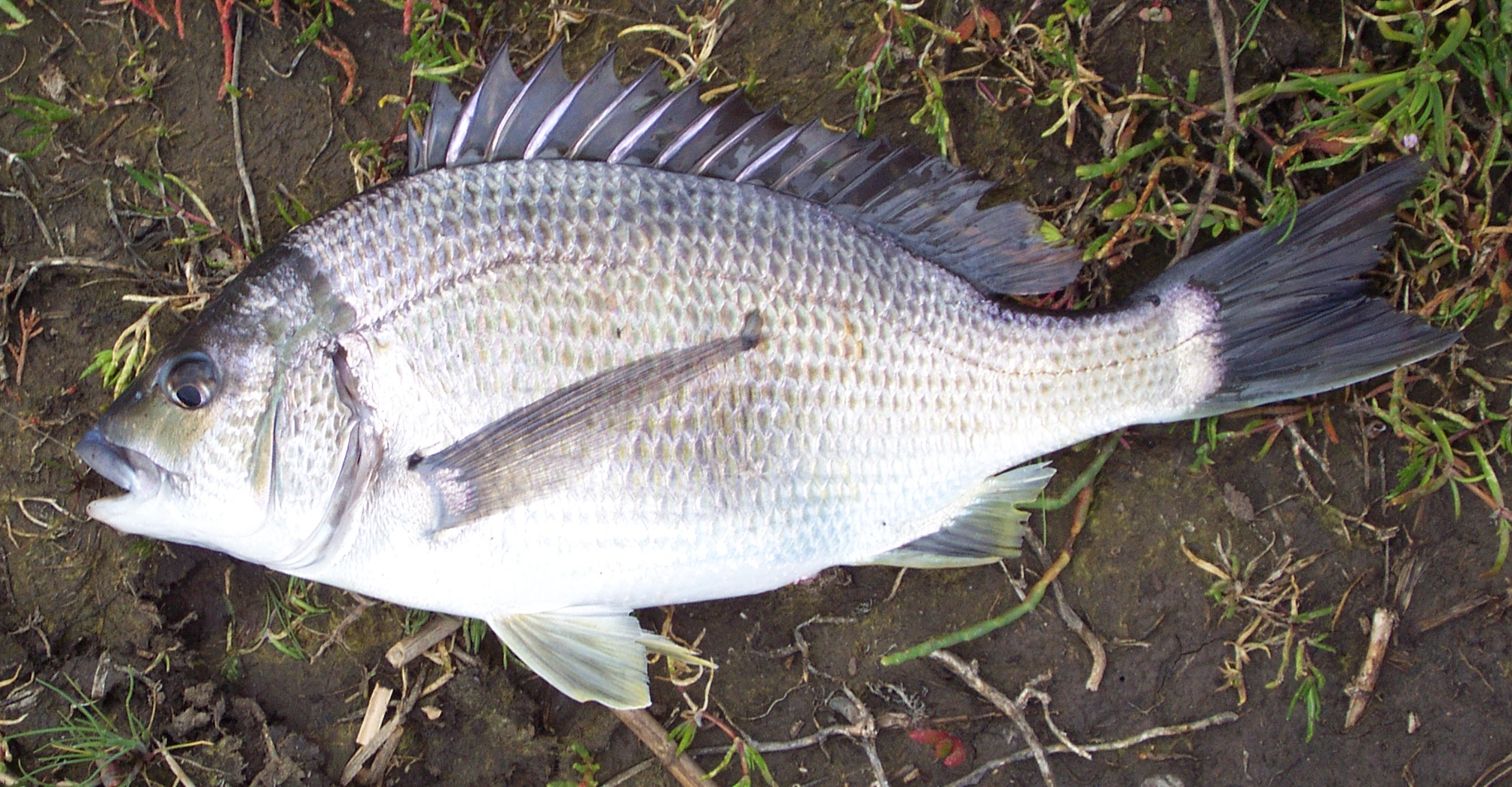
Acanthopagrus butcheri fotografiat a Victòria (Austràlia).)

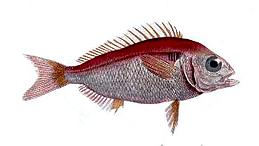
Pagellus bogaraveo

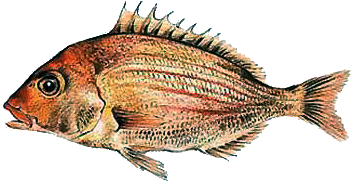
Pterogymnus laniarius

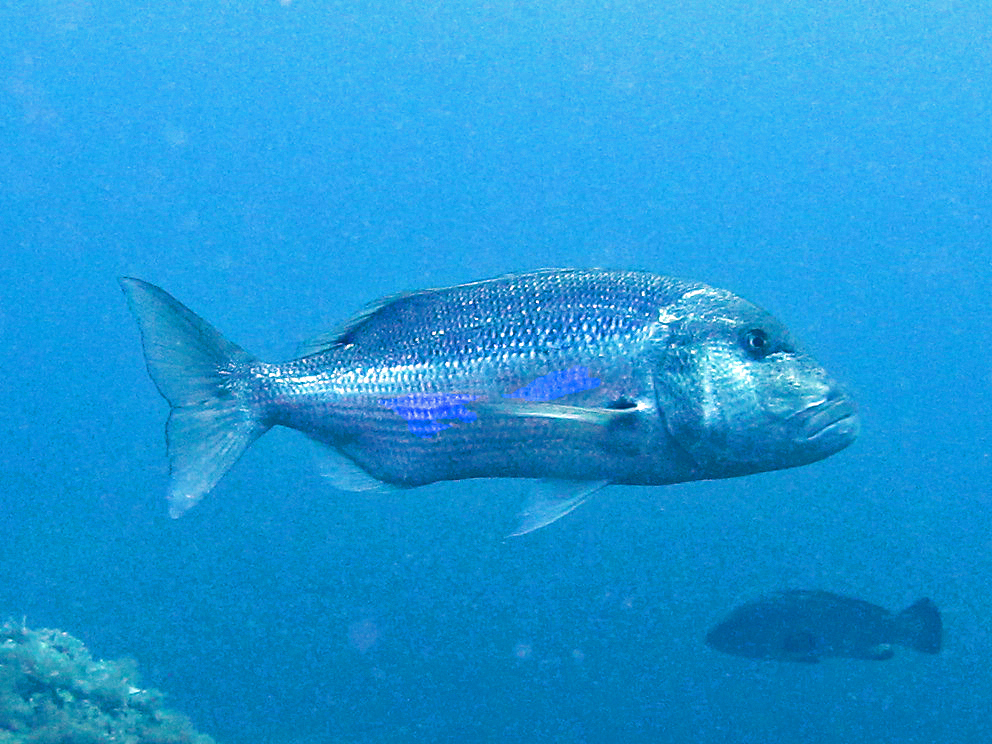
Déntol (Dentex dentex) fotografiat a Portofino (Itàlia).)

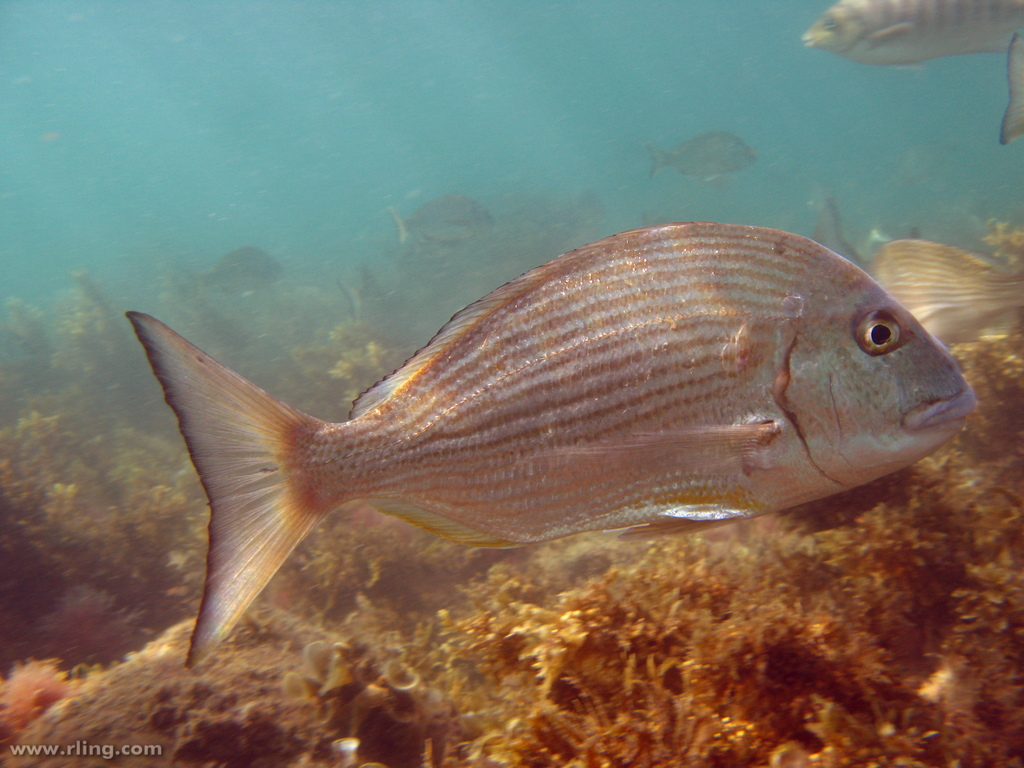
Acanthopagrus australis fotografiat a Nova Gal·les del Sud (Austràlia).)

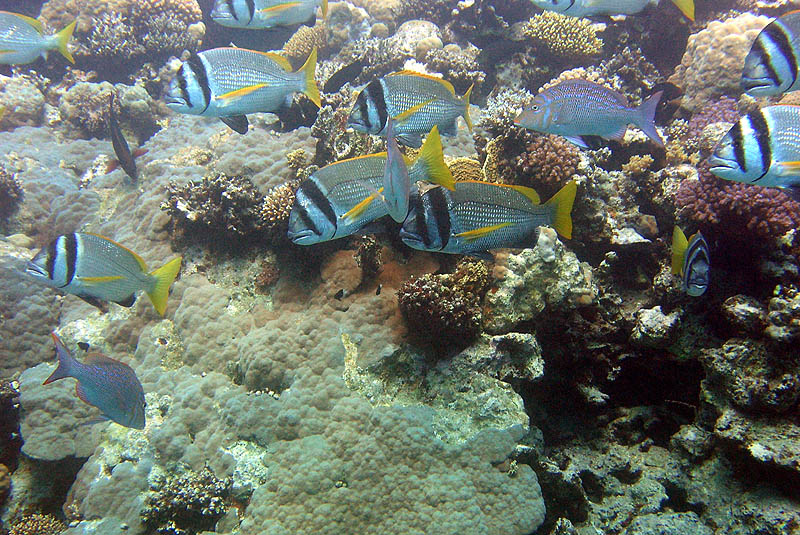
Acanthopagrus bifasciatus

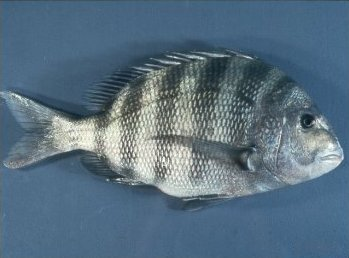
Archosargus probatocephalus

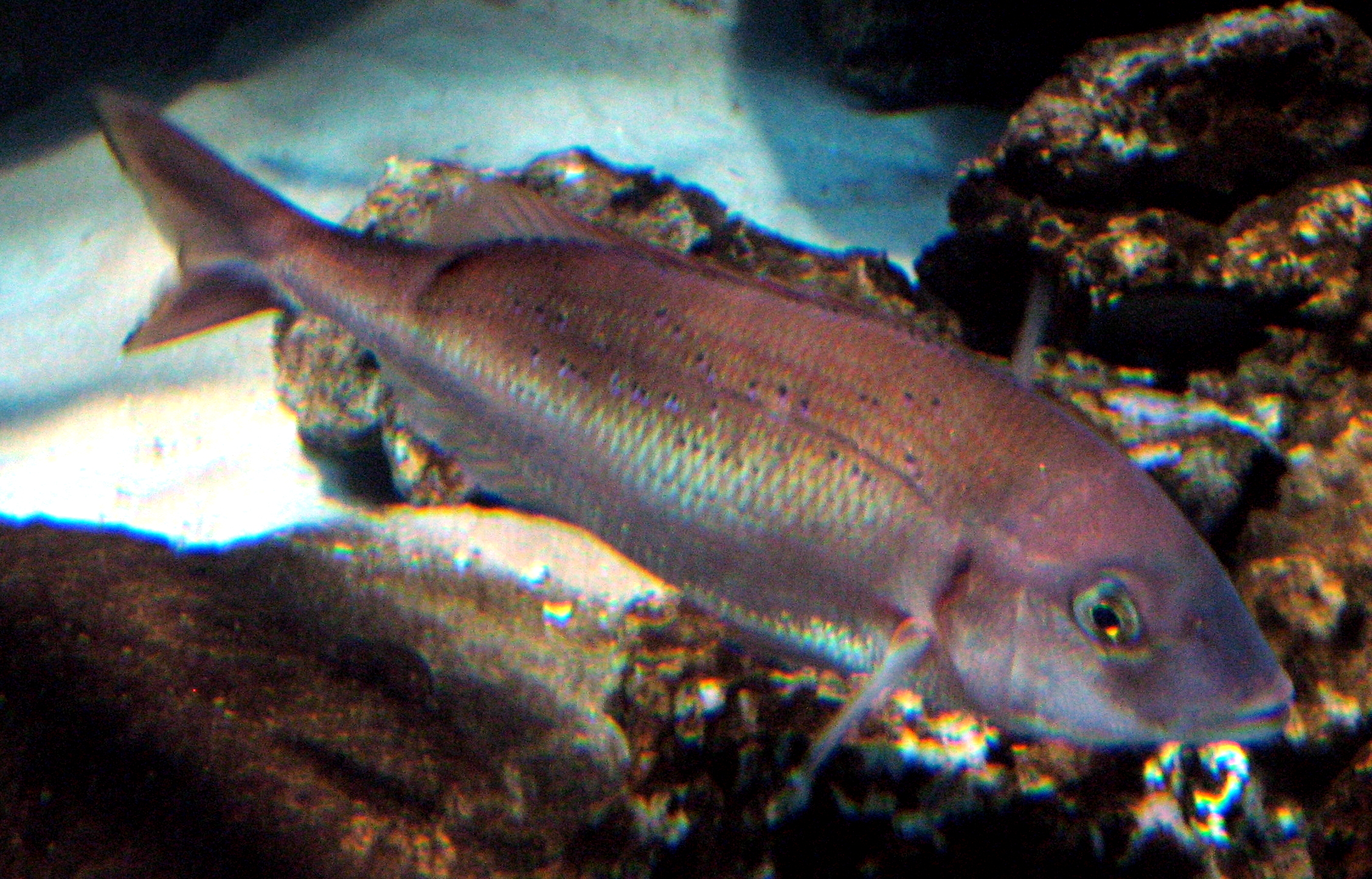
Pagre (Pagrus pagrus)

Els espàrids (Sparidae) són una de les famílies de peixos més ben representades a la mar Catalana. En formen part alguns dels peixos que es poden trobar habitualment a les nostres costes, com el sarg, l'esparrall, l'orada, l'oblada o la salpa.

## Morfologia
- Tenen un cos alt, comprimit i fusiforme
- cap gros i amb el perfil convex.
- La boca és petita i, en alguns casos, lleugerament protràctil i proveïda de dents fortes i diferenciades segons la funció.
- L'aleta dorsal és única, llarga, té radis espinosos a la primera meitat i és tova a la part posterior.
- Les pectorals són llargues i punxegudes.
- Peduncle caudal robust.
- Escates ctenoides.
- Nombre de vèrtebres: 24 (10 + 14).
- Flancs generalment argentats amb, sovint, bandes transversals fosques.[3][1]

## Reproducció
Són hermafrodites, proterògins o proteràndrics segons les espècies. Els ous són planctònics.

## Alimentació
Mengen invertebrats bentònics.

## Hàbitat
La gran majoria són habitants de la zona litoral i es troben prop del fons.

## Distribució geogràfica
Viuen als mars i oceans de clima tropical i temperat.

## Cuina
Una de les espècies més apreciada en gastronomia és l'orada (Sparus aurata).

## Classificació
N'hi ha 125 espècies repartides en 37 gèneres:
- Gènere Acanthopagrus
  - Acanthopagrus akazakii (Iwatsuki, Kimura & Yoshino, 2006)[6]
  - Acanthopagrus australis (Gunther, 1859)
  - Acanthopagrus berda (Forsskål, 1775)
  - Acanthopagrus bifasciatus (Forsskål, 1775)
  - Acanthopagrus butcheri (Munro, 1949)
  - Acanthopagrus latus (Houttuyn, 1782)
  - Acanthopagrus palmaris (Whitley, 1935)
  - Acanthopagrus schlegelii czerskii (Berg, 1914)
  - Acanthopagrus schlegelii schlegelii (Bleeker, 1854)
  - Acanthopagrus sivicolus (Akazaki, 1962)
  - Acanthopagrus taiwanensis (Iwatsuki & Carpenter, 2006)
- Gènere Allotaius
  - Allotaius spariformis 	(Ogilby, 1910)
- Gènere Archosargus
  - Archosargus pourtalesii (Steindachner, 1881)
  - Archosargus probatocephalus (Walbaum, 1792)
  - Archosargus rhomboidalis (Linnaeus, 1758)
- Gènere Argyrops
  - Argyrops bleekeri (Oshima, 1927)
  - Argyrops filamentosus (Valenciennes, 1830)
  - Argyrops megalommatus (Klunzinger, 1870)
  - Argyrops spinifer (Forsskål, 1775)
- Gènere Argyrozona
  - Argyrozona argyrozona (Valenciennes, 1830)
- Gènere Boops
  - Boga (Boops boops) (Linnaeus, 1758)
  - Boops lineatus (Boulenger, 1892)
- Gènere Boopsoidea
  - Boopsoidea inornata (Castelnau, 1861)
- Gènere Calamus
  - Calamus arctifrons (Goode & Bean, 1882)
  - Calamus bajonado (Bloch & Schneider, 1801)
  - Calamus brachysomus (Lockington, 1880)
  - Calamus calamus (Valenciennes, 1830)
  - Calamus campechanus (Randall & Caldwell, 1966)
  - Calamus cervigoni (Randall & Caldwell, 1966)
  - Calamus leucosteus (Jordan & Gilbert, 1885)
  - Calamus mu (Randall & Caldwell, 1966)
  - Calamus nodosus (Randall & Caldwell, 1966)
  - Calamus penna (Valenciennes, 1830)
  - Calamus pennatula (Guichenot, 1868)
  - Calamus proridens (Jordan & Gilbert, 1884)
  - Calamus taurinus (Jenyns, 1840)
- Gènere Cheimerius
  - Cheimerius matsubarai (Akazaki, 1962)
  - Cheimerius nufar (Valenciennes, 1830)
- Gènere Chrysoblephus
  - Chrysoblephus anglicus (Gilchrist & Thompson, 1908)
  - Chrysoblephus cristiceps (Valenciennes, 1830)
  - Chrysoblephus gibbiceps (Valenciennes, 1830)
  - Chrysoblephus laticeps (Valenciennes, 1830)
  - Chrysoblephus lophus (Fowler, 1925)
  - Chrysoblephus puniceus (Gilchrist & Thompson, 1908)
- Gènere Crenidens
  - Crenidens crenidens (Forsskål, 1775)
- Gènere Cymatoceps
  - Cymatoceps nasutus (Castelnau, 1861)
- Gènere Dentex
  - Dentex angolensis (Poll & Maul, 1953)
  - Dentex barnardi (Cadenat, 1970)
  - Dentex canariensis (Steindachner, 1881)
  - Dentex congoensis (Poll, 1954)
  - Déntol (Dentex dentex) (Linnaeus, 1758)
  - Dentex fourmanoiri (Akazaki & Séret, 1999)
  - Corcovada (Dentex gibbosus) (Rafinesque, 1810)
  - Dentex macrophthalmus (Bloch, 1791)
  - Dentex maroccanus (Valenciennes, 1830)
  - Dentex tumifrons (Temminck & Schlegel, 1843)
- Gènere Diplodus
  - Esparrall (Diplodus annularis) (Linnaeus, 1758)
  - Diplodus argenteus argenteus (Valenciennes, 1830)
  - Diplodus argenteus caudimacula (Poey, 1860)
  - Diplodus bellottii (Steindachner, 1882)
  - Diplodus bermudensis (Caldwell, 1965)
  - Diplodus capensis (Smith, 1844)
  - Diplodus cervinus cervinus (Lowe, 1838)
  - Diplodus cervinus hottentotus (Smith, 1844)
  - Diplodus cervinus omanensis (Bauchot & Bianchi, 1984)
  - Diplodus fasciatus (Valenciennes, 1830)
  - Diplodus holbrookii (Bean, 1878)
  - Diplodus noct (Valenciennes, 1830)
  - Diplodus prayensis (Cadenat, 1964)
  - Morruda (Diplodus puntazzo) (Cetti, 1777)
  - Sarg (Diplodus sargus) (Linnaeus, 1758)
    - Diplodus sargus ascensionis (Valenciennes, 1830)
    - Diplodus sargus cadenati (de la Paz, Bauchot & Daget, 1974)
    - Diplodus sargus helenae (Sauvage, 1879)
    - Diplodus sargus kotschyi (Steindachner, 1876)
    - Diplodus sargus lineatus (Valenciennes, 1830)
    - Diplodus sargus sargus (Linnaeus, 1758)

  - Variada (Diplodus vulgaris) (Geoffroy Saint-Hilaire, 1817)
- Gènere Evynnis
  - Evynnis cardinalis (Lacépède, 1802)
  - Evynnis japonica (Tanaka, 1931)
- Gènere Gymnocrotaphus
  - Gymnocrotaphus curvidens(Günther, 1859)
- Gènere Lagodon
  - Lagodon rhomboides (Linnaeus, 1766)
- Gènere Lithognathus
  - Lithognathus aureti (Smith, 1962)
  - Lithognathus lithognathus (Cuvier, 1829)
  - Mabre (Lithognathus mormyrus) (Linnaeus, 1758)
  - Lithognathus olivieri (Penrith & Penrith, 1969)
- Gènere Oblada
  - Oblada (Oblada melanura) (Linnaeus, 1758)
- Gènere Pachymetopon
  - Pachymetopon aeneum (Gilchrist & Thompson, 1908)
  - Pachymetopon blochii (Valenciennes, 1830)
  - Pachymetopon grande (Günther, 1859)
- Gènere Pagellus
  - Besuc (Pagellus acarne) (Risso, 1827)
  - Pagellus affinis (Boulenger, 1888)
  - Pagellus bellottii (Steindachner, 1882)
  - Goràs (Pagellus bogaraveo) (Brünnich, 1768)
  - Pagell (Pagellus erythrinus) (Linnaeus, 1758)
  - Pagellus natalensis (Steindachner, 1903)
- Gènere Pagrus
  - Pagrus africanus (Akazaki, 1962)
  - Pagrus auratus (Forster, 1801)
  - Pagrus auriga (Valenciennes, 1843)
  - Pagrus caeruleostictus (Valenciennes, 1830)
  - Pagrus major (Temminck & Schlegel, 1843)
  - Pagre (Pagrus pagrus) (Linnaeus, 1758)
- Gènere Parargyrops
  - Parargyrops edita (Tanaka, 1916)
- Gènere Petrus
  - Petrus rupestris (Valenciennes, 1830)
- Gènere Polyamblyodon
  - Polyamblyodon germanum (Barnard, 1934)
  - Polyamblyodon gibbosum (Pellegrin, 1914)
- Gènere Polysteganus
  - Polysteganus baissaci (Smith, 1978)
  - Polysteganus coeruleopunctatus (Klunzinger, 1870)
  - Polysteganus praeorbitalis (Günther, 1859)
  - Polysteganus undulosus (Regan, 1908)
- Gènere Porcostoma
  - Porcostoma dentata (Gilchrist & Thompson, 1908)
- Gènere Ptreogymnus
  - Pterogymnus laniarius (Valenciennes, 1830)
- Gènere Rhabdosargus
  - Rhabdosargus globiceps (Valenciennes, 1830)
  - Rhabdosargus haffara (Forsskål, 1775)
  - Rhabdosargus holubi (Steindachner, 1881)
  - Rhabdosargus sarba (Forsskål, 1775)
  - Rhabdosargus thorpei (Smith, 1979)
- Gènere Sarpa
  - Salpa (Sarpa salpa) (Linnaeus, 1758)
- Gènere Sparidentex
  - Sparidentex hasta (Valenciennes, 1830)
- Gènere Sparodon
  - Sparodon durbanensis (Castelnau, 1861)
- Gènere Sparus
  - Orada (Sparus aurata) (Linnaeus, 1758)
- Gènere Spondyliosoma
  - Càntera (Spondyliosoma cantharus) (Linnaeus, 1758)
  - Spondyliosoma emarginatum (Valenciennes, 1830)
- Gènere Stenotomus
  - Stenotomus caprinus (Jordan & Gilbert, 1882)
  - Stenotomus chrysops (Linnaeus, 1766)
- Gènere Virididentex
  - Virididentex acromegalus (Osório, 1911)[7][8][9]

## Observacions
El consum d'algunes de les seues espècies pot produir ciguatera.